# Грустить не надо

Ирина Селезнёва и Александр Хочинский катаются на аттракционе

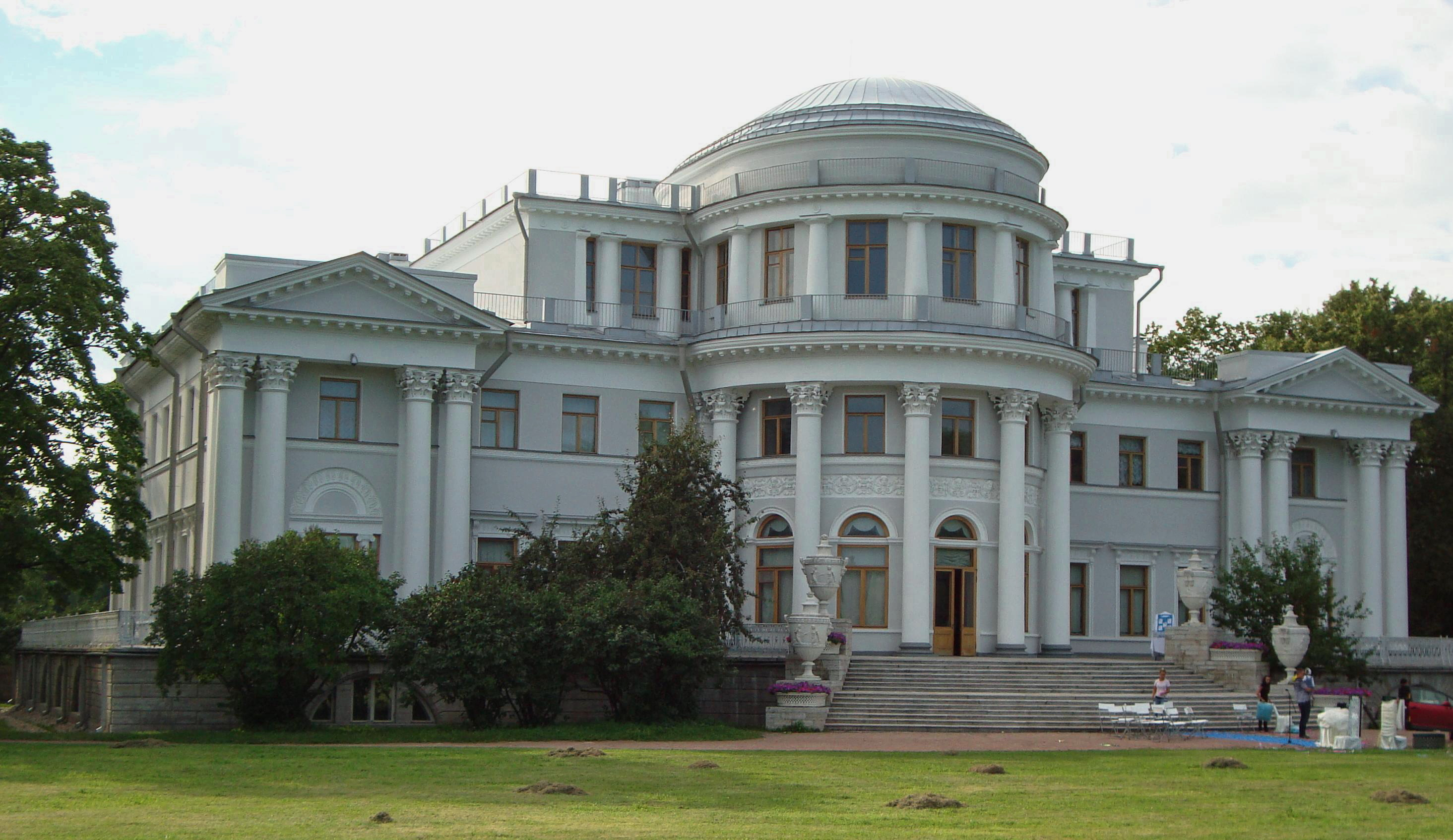
На фоне Елагина дворца снимались сцены выездов всадников на лошадях (см. конкур)

«Грустить не надо» — музыкальный короткометражный телефильм, снятый на киностудии «Лентелефильм» в СССР, в 1985 году. Режиссёр-постановщик — Олег Ерышев.

## Описание
Фильм состоит из последовательных сцен, в которых актёры исполняют советские хиты тридцатых-сороковых годов. Звучит музыка в исполнении эстрадного оркестра, играют фокстроты, романсы и танго.
Съёмки проходят в Центральном парке культуры и отдыха имени С. М. Кирова в Ленинграде, в том числе на фоне рядом расположенного Елагина дворца.

## Съёмочная группа
- Режиссёр-постановщик — Олег Ерышев
- Автор сценария — Генрих Рябкин
- Оператор-постановщик — Игорь Наумов
- А также — С. Исакова, Н. Позен, С. Смирнова, С. Аксёнов, Г. Шляхтина, Н. Салий, Г. Мшанская, Л. Афанасьева, К. Мешкис.

Съёмочная группа благодарит за оказанную помощь коллекционеров: Б. Костина, Б. Метлицкого, Ю. Перепёлкина, Г. Полячека.

## В ролях
- Андрей Миронов

«Грустить не надо» (музыка: М. Блантер, слова: В. Масс)
«Счастливый дождик» (музыка: А. Цфасман, слова: Павел Бурыкин)
«Если любишь» (музыка: К. Листов, слова: Л. Ошанин)
- Лариса Голубкина

«Если можешь — прости» (Tango «Scrivimi») (музыка: Джованни Раймондо в обработке А. Островского, слова: И. Аркадьев)
«Прощальный луч» (музыка: А. Цфасман, слова: Н. Лабковский)
- Ирина Селезнёва

«Девушка и капитан»
«Встречи» (музыка: И. Жак, слова: А. Волков)
- Александр Хочинский

«Девушка и капитан»
- Максим Леонидов

«Сядь со мною рядом» (музыка: С. Кац, слова: Д. Толмачёв, А. Коваленков)
- Олег Басилашвили

«Осень» (музыка: В. Козин, слова: Е. Белогорская, В. Козин)
- Михаил Волков

«Ничего не знаю» (музыка: Г. Варс, слова: Ф. Рефрен)
- Нина и Владимир Винниченко — танец

## Музыка
Исполняет Эстрадно-симфонический оркестр имени В. П. Соловьёва-Седого Ленинградского комитета по Телевидению и Радиовещанию, руководитель и дирижёр — Станислав Горковенко.
Авторы аранжировок — В. А. Фёдоров, Н. Воробьёв, О. Анисимов.